# فارمر بروكس
فارمر بروكس هو مصارع هاوي كندي، ولد في 10 أكتوبر 1957 في غلاسكو الجديدة، نوفاسكوشيا في كندا.

## روابط خارجية
- فارمر بروكس على موقع WrestlingData.com (الإنجليزية)